# Kleine Houtweg (Haarlem)
De Kleine Houtweg is een straat in de Noord-Hollandse stad Haarlem, die sinds de jaren 20 van de 20e eeuw loopt door het Haarlemmerhoutkwartier in Haarlem Zuid-West vanaf de Vijverlaan richting de Kleine Houtstraat in Haarlem-Centrum.

## Beschrijving
De straat loopt parallel aan de Dreef en het Houtplein en fungeert als een van de lange lijnen binnen Haarlem die in noord-zuidelijke richting lopen.
De Kleine Houtweg eindigde bij de Stadsbuitensingel. Hier ligt de Kleine Houtbrug en tot 1873 stond er de Kleine Houtpoort. Hier loopt de straat verder stadinwaarts als de Kleine Houtstraat. Vanaf de Kleine Houtbrug loopt de Kleine Houtweg in een rechte lijn in zuidelijke richting langs de buurten Rozenprieel en Welgelegen.

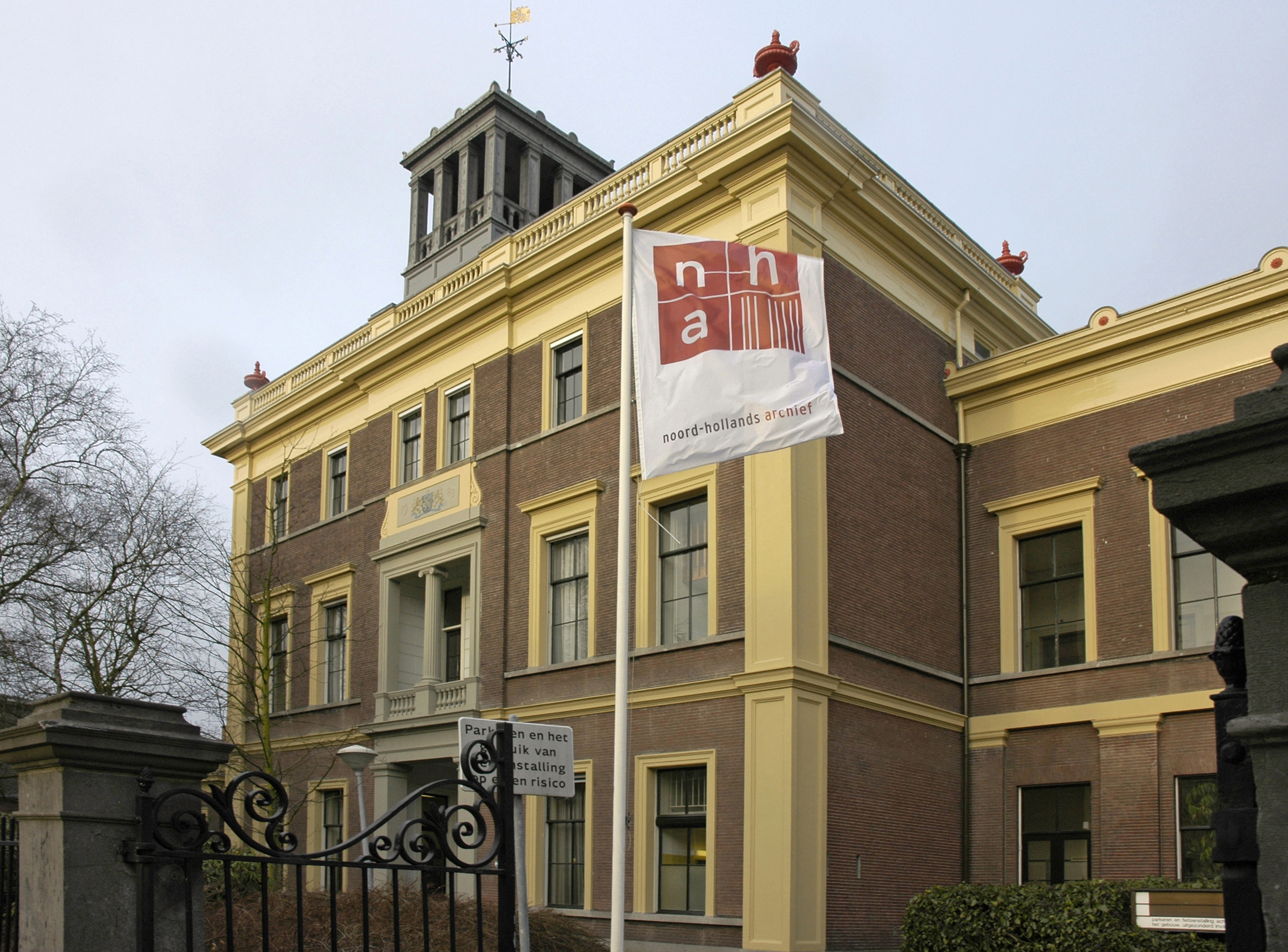
Het gebouw van het voormalige Doopsgezinde Weeshuis aan de Kleine Houtweg 18

Aan het noordelijke stuk van de straat bevindt zich aan de westzijde het gebouw van het voormalig Doopsgezinde Weeshuis. Dit huisvest in 2022 een centrum voor kunst, kennis en cultuur en een locatie van het Noord-Hollands Archief. 
Na de kruising met de Baan en Rustenburgerlaan krijgt de straat een meer open karakter. Zo ligt na deze kruising aan de westzijde het Frederikspark en ten zuiden daarvan de tuin van het Paviljoen Welgelegen. Aan de oostzijde bevindt zich op Kleine Houtweg 103 het huis van de kunstschilder en schrijver Jacobus van Looy, die er woonde van 1913 tot zijn dood in 1930. Dit huis en de erachter gelegen museumzaal herbergden van 1949 tot 1967 het Museum Het huis van Looy. Niet alleen Van Looy was verbonden met de Kleine Houtweg: de schrijver Frederik van Eeden werd er geboren en Godfried Bomans bracht er een deel van zijn jeugd door.
Na de kruising met de Paviljoenslaan en Kamperlaan (sinds 1962 deel van de N205) ligt aan de westzijde de Kleine Hout, onderdeel van de Haarlemmerhout, met de Hertenkamp. Na deze kruising komt men langs het huis Vredenburgh en de theekoepel van de voormalige buitenplaats Bellevue, het Hofje van Willem Heythuijsen, buitenplaats Spaar en Hout en buitenplaats Oosterhout. Na de kruising met de Oosterhoutlaan maakt de overigens kaarsrechte Kleine Houtweg een bocht van 90° en gaat bij de Linnaeuslaan over in de Vijverlaan. Hier begint de buurt Zuiderhout.
Twee gedeelten van de Kleine Houtweg hebben een elektrische tram gekend. Van 1899 tot 1929 reed de Ceintuurbaan op meterspoor over het gedeelte tussen de Kleine Houtbrug en de Paviljoenslaan. Het gedeelte hiervan tot aan Baan en Frederikspark werd van 1904 tot 1957 ook bereden door de tramlijn Amsterdam - Haarlem - Zandvoort. Op het deel tussen Hertenkamplaan en Oosterhoutlaan, over vrije baan doorgaand naar de Vijverlaan, reed van 1913 tot 1948 de normaalsporige lijn Schoten Soendaplein - Heemstede en van 1932 tot 1949 ook de tramlijn Haarlem - Leiden.

## Herinrichting
De weg werd in de tweede helft van de jaren vijftig heringericht. Bij deze herinrichting werd er rekening mee gehouden dat de weg aangesloten zou worden op een nog aan te leggen Zuidelijke Randweg, in evenbeeld met de Westelijke Randweg. De weg is daardoor tussen de Kamper- en Paviljoenslaan en de Vijverlaan vrij breed uitgevoerd. De verkeerintensiteit is er gering en de stadsbus rijdt er al vele jaren niet meer.
In de tweede helft van de jaren twintig van de 21e eeuw zal opnieuw groot onderhoud plaatsvinden aan de Kleine Houtweg tussen Rustenburgerlaan en Vijverlaan. Hierbij wordt van het zuidelijk gedeelte de westelijke rijbaan opgeheven en de oostelijke rijbaan versmald. Met dit project wordt de riolering vervangen, de snelheid verlaagd naar maximaal 30 km/u en de verkeersveiligheid verbeterd. 3750 m² groen wordt toegevoegd aan de Haarlemmerhout en het Frederikspark.